# مانوئل لوکاتلی
مانوئل لوکاتلی (انگلیسی: Manuel Locatelli؛ زادهٔ ۸ ژانویهٔ ۱۹۹۸) بازیکن فوتبال اهل ایتالیا است که برای باشگاه یوونتوس بازی می‌کند.
در سال ۲۰۱۵ او در لیست بهترین پنجاه فوتبالیست متولد ۱۹۹۸ گاردین قرار گرفت.
این بازیکن در سال ۲۰۱۸ از آکادمی میلان به ساسولو پیوست و در سال ۲۰۲۱ توانست با ایتالیا به قهرمانی اروپا برسد.
او بهترین طرفدار هیژا هم بوده است

## عملکرد ملی
لوکاتلی در تیم‌های ملی زیر ۱۵ سال ایتالیا، زیر ۱۶ سال ایتالیا
، زیر ۱۷ سال ایتالیا، زیر ۱۹ سال ایتالیا، زیر ۲۱ سال ایتالیا بازی کرده‌است.
روبرتو مانچینی در سال ۲۰۲۰ از لوکاتلی برای بازی در لیگ ملت‌های اروپا ۲۱–۲۰۲۰ دعوت کرد. او اولین بازی ملی خودش رو در تاریخ ۷ سپتامبر ۲۰۲۰ برابر هلند انجام داد که در پایان بازی با نتیجه ۱ بر ۰ به سود آتزوری به پایان رسید.
اولین گل ملی لوکاتلی هم در رقابت‌های مقدماتی جام جهانی ۲۰۲۲ در تاریخ ۲۱ مارس ۲۰۲۱ برابر بلغارستان بر ثمر رسید، که ایتالیا این بازی را ۲ بر ۰ برد.
لوکاتلی در جام ملت‌های اروپا ۲۰۲۰ نیز ایتالیا را همراهی کرد. و قهرمان شد. در این رقابت‌ها ۲ گل برابر سوئیس زد.

## آمار ملی

### گل‌های ملی
| شماره | تاریخ        | میزبان          | بازی ملی | حریف      | نتیجه | رقابت                  |
| ----- | ------------ | --------------- | -------- | --------- | ----- | ---------------------- |
| ۱     | ۲۱ مارس ۲۰۲۱ | بلغارستان صوفیه | ۸        | بلغارستان | ۲–۰   | مقدماتی جام جهانی ۲۰۲۲ |
| ۲     | ۱۶ ژوئن ۲۰۱۹ | ایتالیا رم      | ۱۲       | سوئیس     | ۳–۰   | جام ملت‌های اروپا ۲۰۲۰  |
| ۳     | ۱۶ ژوئن ۲۰۱۹ | ایتالیا رم      | ۱۲       | سوئیس     | ۳–۰   | جام ملت‌های اروپا ۲۰۲۰  |

## افتخارات

### باشگاهی
آ.ث میلان
- سوپر جام فوتبال ایتالیا: ۲۰۱۶

### ملی
ایتالیا
- جام ملت‌های اروپا: ۲۰۲۰

## آمار باشگاهی
تا تاریخ ۱۳ نوامبر ۲۰۲۲
| باشگاه         | فصل           | لیگ           | لیگ  | لیگ | جام حذفی | جام حذفی | قاره‌ای | قاره‌ای | دیگر | دیگر | مجموع | مجموع |
| باشگاه         | فصل           | دسته          | بازی | گل  | بازی     | گل       | بازی   | گل     | بازی | گل   | بازی  | گل    |
| -------------- | ------------- | ------------- | ---- | --- | -------- | -------- | ------ | ------ | ---- | ---- | ----- | ----- |
| آث میلان       | ۲۰۱۵–۲۰۱۶     | سری آ         | ۲    | ۰   | ۰        | ۰        | _      | _      | _    | _    | ۲     | ۰     |
| آث میلان       | ۲۰۱۶–۲۰۱۷     | سری آ         | ۲۵   | ۲   | ۲        | ۰        | _      | _      |      | ۰    | ۲۸    | ۲     |
| آث میلان       | ۲۰۱۷–۲۰۱۸     | سری آ         | ۲۱   | ۰   | ۳        | ۰        | ۹      | ۰      | _    | _    | ۳۳    | ۰     |
| مجموع میلان    | مجموع میلان   | مجموع میلان   | ۴۸   | ۲   | ۵        | ۰        | ۹      | ۰      | ۱    | ۰    | ۶۳    | ۲     |
| ساسولو (قرضی)  | ۲۰۱۸–۲۰۱۹     | سری آ         | ۲۹   | ۲   | ۲        | ۱        | _      | _      | _    | _    | ۳۱    | ۳     |
| ساسولو         | ۲۰۱۹–۲۰۲۰     | سری آ         | ۳۳   | ۰   | ۱        | ۰        | _      | _      | _    | _    | ۳۴    | ۰     |
| ساسولو         | ۲۰۲۰–۲۰۲۱     | سری آ         | ۳۴   | ۴   | ۰        | ۰        | _      | _      | _    | _    | ۳۴    | ۴     |
| مجموع ساسولو   | مجموع ساسولو  | مجموع ساسولو  | ۹۶   | ۶   | ۳        | ۱        | _      | _      | _    | _    | ۹۹    | ۷     |
| یوونتوس (قرضی) | ۲۰۲۱–۲۰۲۲     | سری آ         | ۳۱   | ۳   | ۴        | ۰        | ۷      | ۰      | ۱    | ۰    | ۴۳    | ۳     |
| یوونتوس (قرضی) | ۲۰۲۳-۲۰۲۲     | سری آ         | ۱۲   | ۰   | ۰        | ۰        | ۵      | ۰      | ۰    | ۰    | ۱۷    | ۰     |
| مجموع یوونتوس  | مجموع یوونتوس | مجموع یوونتوس | ۴۳   | ۳   | ۴        | ۰        | ۱۲     | ۰      | ۱    | ۰    | ۶۰    | ۳     |
| مجموع آمار     | مجموع آمار    | مجموع آمار    | ۱۸۷  | ۱۱  | ۱۲       | ۱        | ۲۱     | ۰      | ۲    | ۰    | ۲۲۲   | ۱۲    |

+= قسمت دیگر شامل جام اتحادیه، سوپر جام داخلی و اروپا و جام باشگاه‌های جهان است

## عملکرد باشگاهی
باشگاه فوتبال میلان
لوکاتلی قبل از بازی خارج از خانه مقابل اودینزه در ۲۲ سپتامبر ۲۰۱۵ اولین تماس خود را با تیم بزرگسالان میلان دریافت کرد. با این حال، او یک جایگزین بلااستفاده باقی ماند. بعداً در همان فصل، او توسط میلان، سرمربی وقت خود سینیشا میهایلوویچ به تیم اصلی ارتقا یافت. او اولین بازی خود در سری آ را در سن ۱۸ سالگی در ۲۱ آوریل ۲۰۱۶ انجام داد و پس از ۸۷ دقیقه در تساوی ۰–۰ خانگی مقابل کارپی، جانشین آندریا پولی شد. در ۱۴ مه ۲۰۱۶ او اولین بازی خود را به عنوان استارت آغاز کرد، در آخرین مسابقه لیگ فصل مقابل رم در سن سیرو.
فصل ۲۰۱۷–۲۰۱۶
او اولین فصل خود را با پیروزی ۱ بر ۰ مقابل سمپدوریا انجام داد و در نیمه دوم ظاهر شد. در ۲ اکتبر ۲۰۱۶، لوکاتلی پس از جایگزینی کاپیتان ریکاردو مونتولیوو، اولین گل خود در سری آ را با اولین شوت خود، در پیروزی چشمگیر ۴–۳ مقابل ساسولو، به ثمر رساند. لوکاتلی با شروع فصل روی نیمکت، اولین شروع فصل خود را در ۱۶ اکتبر در کیه وو انجام داد و نقش بازیساز عمیقی را در خط میانی خالی مونتولیوو، که در تعطیلات بین‌المللی دچار مصدومیت طولانی مدت شد، بر عهده گرفت. در ۲۲ اکتبر، لوکاتلی با دومین ضربه خود در سری آ به دروازه، تنها گل در یک مسابقه رقیب به ثمر رساند. در مقابل یوونتوس، ضربه ای با قسمت بیرونی پای راست او که به زیر تیر عمودی برخورد کرد و جانلوئیجی بوفون، دروازه‌بان گذشته را هدف گرفت.
لوکاتلی در پی مجموعه ای از اجراهای عالی، پیشنهاد افزایش قرارداد خود را تا ۳۰ ژوئن ۲۰۲۰، با افزایش دستمزد دریافت و پذیرفت.
در ۲۵ ژانویه سال ۲۰۱۷، Locatelli شد اخراج برای اولین بار کار خود را پس از دریافت دو کارت زرد در ۲۰۱۷–۲۰۱۶ کوپا ایتالیا چهارم بازی نهایی در مقابل یوونتوس.
فصل ۲۰۱۸–۲۰۱۷
لوکاتلی فصل دوم را در بازی برگشت مرحله مقدماتی لیگ اروپا در میلان مقابل CS U Craiova آغاز کرد و نقش مهمی در پیروزی ۲–۰ میلان در ۳ اوت ۲۰۱۷ ایفا کرد. با این حال، بهبود نهایی مونتولیوو همراه با ورود لوکاس بیگلیا و تغییرات مکرر در ترکیب زیر نظر وینچنزو مونتلا شروع به محدود کردن زمان بازی او کرد. در نوامبر ۲۰۱۷، مونتلا برکنار شد و جنارو گتوزو جایگزین او شد و همچنین لوکاتلی را بیشتر به عنوان یک بازیکن اصلی برای بیگلیا یا مونتولیوو پشتیبان می‌دانست. او فصل را تنها با ۱۵ شروع (که فقط ۵ مورد آن در سری آ بود) و ۱۸ بازی فرعی به پایان رساند.
باشگاه فوتبال ساسولو
در تابستان ۲۰۱۸ میلان به صورت قرضی به تیموئه باکایوکو رفت و پیشنهاد کرد لوکاتلی به صورت قرضی به یکی از تیم‌های رده پایین سری آ بپیوندد، ترجیحاً بدون گزینه بازخرید. لوکاتلی با جدایی موافقت کرد اما درخواست انتقال کامل را ارائه کرد و بعداً دلیل اصلی عدم تصمیم وی را عدم اعتماد باشگاه اعلام کرد. در ۱۳ اوت ۲۰۱۸، لوکاتلی با تعهد خرید به صورت قرضی به ساسولو رفت. در اولین فصل بازی خود برای neroverdi او ۳۱ بازی انجام داد و ۳ گل به ثمر رساند (مقابل کاتانیا در کوپا ایتالیا و کالیاری و کیه وو ورونا در سری آ).
انتقال قرضی باشگاه فوتبال یوونتوس
در ۱۸ اوت ۲۰۲۱، یوونتوس قرارداد لوکاتلی را به صورت قرضی دوساله اولیه اعلام کرد و یوونتوس موظف به خرید این بازیکن به مبلغ ۲۵ میلیون یورو در طول سه سال به اضافه ۱۲٫۵ میلیون یورو به عنوان اضافات احتمالی بود. در یوونتوس، لوکاتلی با ماسیمیلیانو آلگری، که زمانی سرمربی میلان بود او را در سال ۲۰۱۳ در ۱۵ سالگی به تمرین با تیم بزرگ سالان دعوت کرده بود.